# 阿尔达汉省
阿尔达汉省（土耳其語：Ardahan ili）是位于土耳其东南部与格鲁吉亚和亚美尼亚交界边境的一个省，首府阿尔达汉。它是于1994年从卡尔斯省分离而成立的。面积5,576Km2，陆地面积5,495Km2，人口105,454人（2010年）。